# Ambasada Sierra Leone w Moskwie
Ambasada Sierra Leone w Moskwie – misja dyplomatyczna Republiki Sierra Leone w Federacji Rosyjskiej.
Ambasador Sierra Leone w Moskwie oprócz Federacji Rosyjskiej akredytowany jest również m.in. w Rzeczypospolitej Polskiej.

## Historia
Stosunki dyplomatyczne pomiędzy Sierra Leone a Związkiem Sowieckim zostały ustanowione 18 stycznia 1962.